# Incontri proibiti
Pour plus de détails, voir Fiche technique et Distribution.
Incontri proibiti est une comédie italienne réalisée par Alberto Sordi et sortie en 1998.
C'est le dernier film réalisé et interprété par Sordi et aussi le dernier film de Franca Faldini, la compagne de Totò, qui revient sur un plateau de tournage après plus de quarante ans d'absence.
Le film été présenté hors compétition à la Mostra de Venise 1998. Lors des premières diffusions télévisées, il a été montré dans la version remontée en 2002 avec le titre Sposami papà (litt. « Épouse-moi papa ») : le montage et le titre originaux ont été rétablis par la suite.

## Synopsis
Armando Andreoli, un célèbre ingénieur octogénaire, rencontre par hasard Federica, une jeune infirmière séduisante. De cette rencontre naît un amour mélancolique de la part de la jeune fille, dans lequel le vieil homme reste prisonnier. Après une série de rencontres absurdes à la limite du paradoxe, Armando, effrayé par la présence désormais obsessionnelle de la jeune femme (convaincu également par le fait qu'elle faisait semblant, en accord avec son fiancé, de s'intéresser à sa fortune) et conscient de ses quarante ans de mariage avec son épouse, décide de rompre ses relations avec Federica.
Réalisant cependant qu'il est tombé amoureux d'elle, il se rend à l'église où il constate que Federica se marie avec son fiancé Giorgio. De retour chez lui, il apprend que sa femme l'a quitté et qu'elle est partie à Turin rendre visite à sa sœur. Elle lui a laissé un mot expliquant qu'elle ne supportait pas qu'il soit tombé amoureux de quelqu'un d'autre et qu'ils avaient tous deux besoin d'une pause. Armando, en réfléchissant à la situation, se rend compte que, bien que sa femme soit toujours occupée par l'aide humanitaire en Afrique (ce qui lui donne l'impression qu'elle ne s'intéresse plus à lui sur le plan émotionnel), elle est en fait toujours amoureuse de lui, surtout après qu'elle lui a avoué que, après avoir frôlé la mort à cause d'une fièvre africaine, il était son seul et unique amour.
Des années plus tard, après avoir fait la paix avec sa femme, il rencontre dans le train qui l'emmène à Turin Giorgio, l'ex-petit ami de Federica, qui lui apprend que la jeune fille ne s'est pas seulement enfuie des années auparavant en l'abandonnant devant l'autel, mais qu'elle a aussi épousé son vieux père. Armando croit qu'elle l'a fait pour l'argent, car il a toujours pensé qu'elle ne s'intéressait qu'aux hommes riches, mais Giorgio, lui, répète que son père a toujours été un homme sans le sou, qui s'est débrouillé dans la vie avec un millier de petits boulots.
Il apprend aussi qu'ils sont partis ensemble sur un bateau de croisière pour les Antilles (ce qu'elle a toujours voulu), en travaillant à bord comme animateurs. Armando comprend alors que l'amour de Federica pour lui a toujours été sincère, car elle est simplement attirée par les hommes mûrs (surtout les plus âgés), indépendamment du statut social et des conditions économiques. En regardant par la fenêtre, imaginant Federica dansant le tango à bord du bateau, il se met à rire, à la fois parce qu'il a compris qu'il s'était trompé sur les intentions de la jeune fille depuis le début et parce qu'au fond, puisqu'il a toujours des sentiments pour elle, il est heureux que Federica soit enfin heureuse.

## Fiche technique
- Titre original italien : Incontri proibiti[1] (litt. « Rencontres interdites ») ; Sposami papà (litt. « Épouse-moi papa »)
- Réalisateur : Alberto Sordi
- Scénario : Alberto Sordi, Rodolfo Sonego
- Photographie : Armando Nannuzzi, Enrico Appetito
- Montage : Tatiana Casini Morigi (it), Armando Pace, Vincenzo Di Santo
- Musique : Piero Piccioni, Gianni Ferrio
- Décors : Marco Dentici (it)
- Costumes : Paola Marchesin (it)
- Production : Ferdinando et Flavia Villevieille Bideri
- Société de production : Filmauro (it), Aurelia Cinematografica
- Pays de production :  Italie
- Langue originale : italien
- Format : Couleurs - Son Dolby Surround
- Durée : 102 minutes
- Genre : Comédie
- Dates de sortie :
  - Italie : 25 septembre 1998

## Distribution
- Alberto Sordi : Armando Andreoli
- Valeria Marini : Federica Pescatore
- Franca Faldini : Alessandra Andreoli
- Giovanni Febraro : vieil homme dans le service de gériatrie
- Franco Fantasia : Dr. Attilio Velardi
- Enzo Robutti : le père de Federica
- Gisella Sofio : la religieuse du service de gériatrie
- Valentino Macchi : le concierge de l'hôtel à Bologne
- Margherita Simoni : la comtesse Galbiati
- Enzo Monteduro : le portier de la maison d'Armando
- Enrico Bertolino : Giorgio
- Gloria Coco : la mère de Federica
- Luciano Luminelli : cheminot
- Orazio Stracuzzi : prêtre
- Alicia Mabel Vaccarini : le professeur de tango